# Clarksville (Arkansas)
Clarksville é uma cidade localizada no estado americano de Arkansas, no Condado de Johnson.

## Demografia
Segundo o censo americano de 2000, a sua população era de 7719 habitantes.
Em 2006, foi estimada uma população de 8446, um aumento de 727 (9.4%).

## Geografia
De acordo com o United States Census Bureau, a localidade tem uma área de 48,6 km², dos quais 46,6 km² cobertos por terra e 2,0 km² cobertos por água. Clarksville localiza-se a aproximadamente 113 m acima do nível do mar.

## Localidades na vizinhança
O diagrama seguinte representa as localidades num raio de 24 km ao redor de Clarksville.